# Melipotes ater
Papa-mel-picado ou papa-mel-de-lantejoulas (Melipotes ater) é uma espécie de ave da família Meliphagidae.
É endémica da Papua-Nova Guiné.
Os seus habitats naturais são: regiões subtropicais ou tropicais húmidas de alta altitude.